# Bitwa w Seattle
Bitwa w Seattle (ang. Battle in Seattle) – amerykańsko-niemiecko-kanadyjski film akcji z 2007 roku w reżyserii Stuarta Townsenda, znany również pod tytułem Co się zdarzyło w Seattle.

## Opis fabuły
Film opowiada o wydarzeniach, które miały miejsce w Seattle w 1999. W czasie szczytu Światowej Organizacji Handlu (WTO) tłumy działaczy różnych organizacji pozarządowych protestowały na ulicach miasta, dochodziło do aktów wandalizmu. Władze Seattle postanowiły użyć zaostrzonych środków do pacyfikacji protestujących. Dramat sytuacji polegał również na tym, iż środków tych użyto przeciwko przypadkowym przechodniom.

## Obsada
- Martin Henderson jako Jay
- Michelle Rodriguez jako Lou
- Woody Harrelson jako Dale
- Charlize Theron jako Ella
- André Benjamin jako Django
- Ray Liotta jako major Jim Tobin
- Rade Serbedzija jako dr Maric
- Ivana Miličević jako Carla
- Joshua Jackson jako Randall
- Connie Nielsen jako Jean
- Channing Tatum jako Johnson
- Barbara Tyson jako Anna
- Tobias Mehler jako Jonathan
- Tzi Ma jako gubernator
- Jennifer Carpenter jako Sam
- Ken Kirzinger jako oficer